# Roman Codreanu
Roman Codreanu (n. 17 noiembrie 1952, Vața de Sus, România – d. 26 mai 2001, Arad, România) a fost un luptător român, laureat cu bronz la Montreal 1976.

## Distincții
- Ordinul „Meritul Sportiv” clasa a III-a (18 august 1976) „pentru rezultatele deosebite obținute la Jocurile olimpice de vară de la Montreal – 1976, precum și pentru contribuția adusă la dezvoltarea activității sportive și la creșterea prestigiului sportului românesc pe plan internațional”[3]